# Hans Lenk
Hans Lenk (født 23. marts 1935 i Berlin, død 30. juli 2024) var en tysk filosof samt roer, olympisk guldvinder og dobbelt europamester.
Lenk roede for Ratzeburger RC, mens han studerede på universitetet. Han vandt EM-guld i firer uden styrmand i 1958 samt i otter i 1959.
Han var igen med i otteren ved OL 1960 i Rom. De øvrige i båden var Manfred Rulffs, brødrene Frank og Kraft Schepke, Karl-Heinrich von Groddeck, Karl-Heinz Hopp, Klaus Bittner, Walter Schröder og styrmand Willi Padge. USA var storfavoritter, idet de havde vundet samtlige de olympiske finaler, de havde deltaget i indtil da. Tyskernes EM-vindere fra 1959 var blandt de både, der blev set som mulige konkurrenter til OL-titlen, og tyskerne mødte op med et nyt åredesign. I indledende heat vandt de da også sikkert, hvorpå de vandt finalen i ny olympisk rekord foran Canada og Tjekkoslovakiet, mens USA meget overraskende måtte nøjes med en femteplads. Lenk modtog i både 1959 og 1960 sammen med resten af otterbesætningen Vesttysklands fineste sportspris, Silbernes Lorbeerblatt.
Lenk studerede filosofi, matematik, sociologi, psykologi og sportsvidenskab ved universiteterne i Freiburg og Kiel. Efterfølgende underviste han i filosofi i Kiel og Berlin, indtil han i 1969 blev professor på universitetet i Karlsruhe. Han har udgivet en lang række bøger om filosofi, og han har været præsident for det tyske filosofiselskab, vicepræsident og senere præsident for det internationale institut for filosofi.
Han har desuden gennem mange år været engageret i sport på forskellige planer. I 1960'erne var han rotræner, og op gennem 1970'erne var han blandt de første fortalere for uvarslede dopingtest ved træning. Han var også stærkt kritisk over den tiltagende kommercialisering af sport. Han blev optaget i Hall of Fame des deutschen Sports i 2012.

## OL-medaljer
- 1960:  Guld i otter